# Pere Canals (organista)
Pere Canals va ser un destacat organista català del segle XIV, conegut per la seva contribució al patrimoni musical religiós. Tot i la seva rellevància històrica, actualment només es conserva una única composició atribuïda a ell, fet que limita el coneixement que tenim sobre la seva producció musical.
L'obra conservada és el Salve Regina, una peça escrita per a tres veus i orquestra en tonalitat de Do menor. Datada en l’últim quart del segle XIX, aquesta composició es troba arxivada a la Catedral-Basílica del Sant Esperit de Terrassa, on es manté com a testimoni del llegat musical de l'autor.